# Fall from Grace
Fall from Grace is een Engelse speelfilm uit 1994, geregisseerd door Waris Hussein. De film is gebaseerd op de roman Fall from Grace (1985) van Larry Collins.

## Rolverdeling
| Acteur              | Personage               |
| ------------------- | ----------------------- |
| James Fox           | Cpl. Henry Ridley       |
| Michael York        | Hans-Dieter Stromelburg |
| Patsy Kensit        | Lady Deirdre sebright   |
| Richard Anconina    | Paul Lemaire            |
| Tara Fitzgerald     | Catherine Pradier       |
| Gary Cole           | Maj. Tom O'Neill        |
| Julian Curry        | Cavendish               |
| François Marthouret | Aristide                |

## Achtergrond
De film werd geproduceerd door onder meer de British Broadcasting Corporation. De productiekosten daarvan werd geschat op zo'n € 8 miljoen.